# Мартыненки (Витебская область)
Мартыненки — деревня в Городокском районе Витебской области Белоруссии.
Находится в 2 верстах к юго-востоку от современной деревни Жуково

## История
Деревня отмечена на карте середины XIX века, в Списке населённых мест Витебской губернии 1906 года (стр.91 №10), на картах РККА 1930-х годов и топографической карте начала 1980-х годов.